# Бипирамида
Бипирамида или дипирамида је полиедар формиран спајањем једне n-тостране пирамиде са њеном симетричном сликом, у односу на њену базу. Дакле, може се рећи да се бипирамида састоји од две подударне пирамиде повезане истом базом. Најуопштеније, бипирамида је n-политоп, ограничен (n-1)-политопом у хиперравни са две тачке у супротним правцима, исте раздаљине од те хиперравни. Ако је (n-1)-политоп правилан, и одговарајућа бипирамида је правилна. Један од специјалних облика бипирамиде је октаедар, који представља једнакоивичну осмострану бипирамиду.

## Запремина
Запремина правилне бипирамиде је {\displaystyle \scriptstyle {V=}{\tfrac {2}{3}}\scriptstyle {Bh}} где је  површина базе, а h висина од базе до једног врха. Образац важи и за косе (неправе) бипирамиде, али само ако се h мери као дужина дужи која се простире од равни базе до равни која је паралелна равни базе, која садржи један од врхова бипирамиде. Та дуж мора бити нормална на обе равни.
Из тога следи да је запремина бипирамиде чија база представља правилан n-тострани многоугао, чија је бочна ивица дужине s, и чија је висина дужине H заправо {\displaystyle V={\frac {n}{6}}Hs^{2}\cot {\frac {\pi }{n}}}.

## Звездаста бипирамида
Самопресецајуће бипирамиде постоје када је база звездасти многоугао, ограничен троугластим странама које повезују сваку ивицу многоугла у две главне тачке/врха. На пример, пентаграмска бипирамида је изоедар — прецизније звездасти полиедар који се састоји од 10 пресецајућих једнакокраких троуглова. Она је дуал пентаграмској призми.